# Industriebahn Berlin
Die Industriebahn-Gesellschaft Berlin mbH (IGB) ist ein Eisenbahnverkehrs- und -infrastrukturunternehmen, das in Berlin Güterverkehr auf dem verbliebenen Streckennetz in Neukölln und Ruhleben durchführt. Das Streckennetz hat eine Länge von rund 21 Kilometer. Die Gesellschafter sind Captrain Deutschland GmbH (50,2 %) und BEHALA (49,8 %). Die IGB ist Mehrheitsaktionär bei der Niederbarnimer Eisenbahn-AG (66,9 %).

## Geschichte

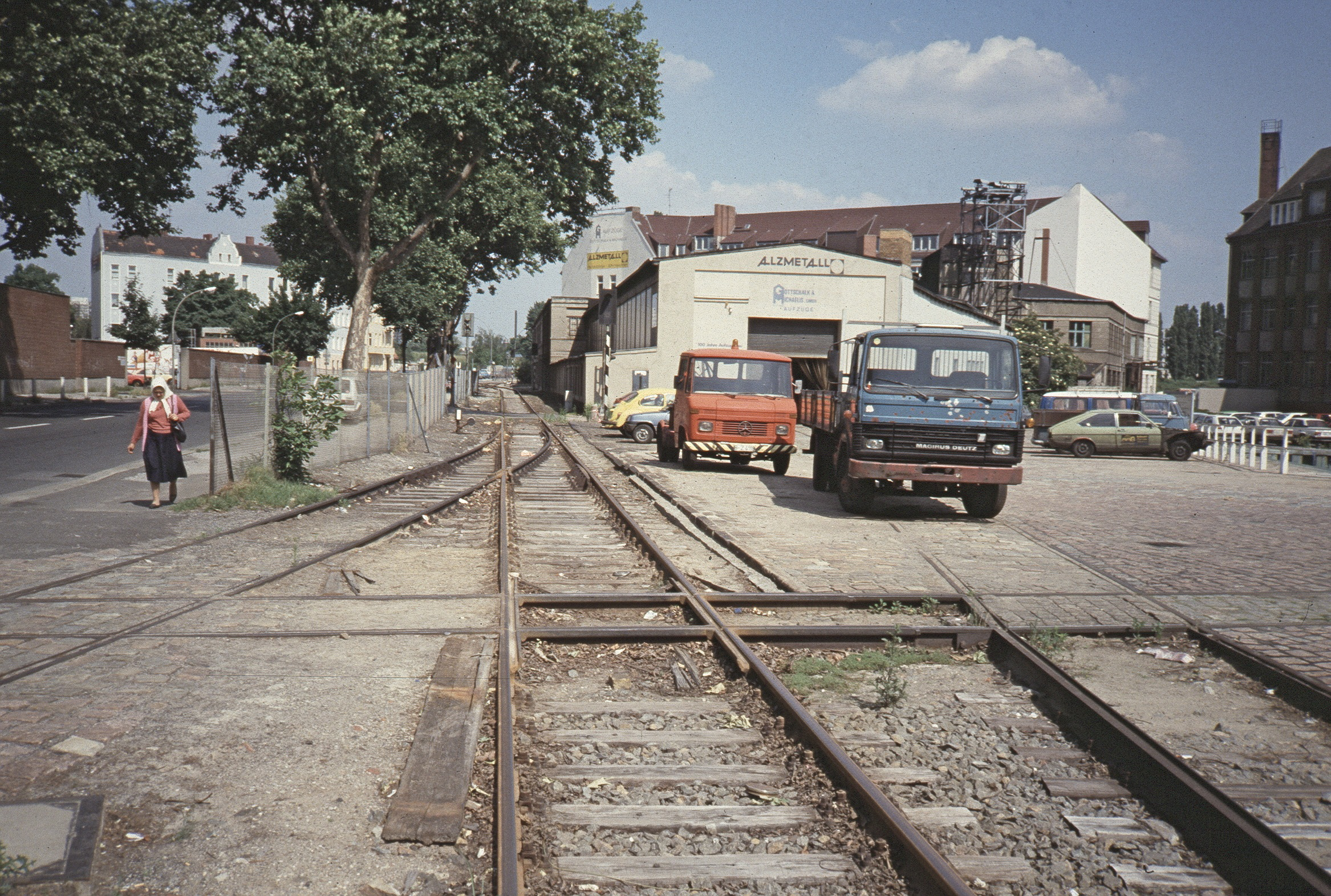
Industriebahn Neukölln an der Lahnstraße, ein vom Oberhafen kommendes Anschlussgleis kreuzt von rechts nach links, 1988

Die IGB wurde am 23. Dezember 1988 vom Land Berlin zur Koordinierung des Betriebs aller 16 Berliner Klein- und Privatbahnen (beispielsweise der Industriebahn Neukölln) gegründet. Im Zuge der Privatisierungsbestrebungen veräußerte Berlin 1996 und 1997 99 % der Anteile.
Um den Güterverkehr auszuweiten, wurde am 16. Mai 2000 zusammen mit der Prignitzer Eisenbahn GmbH (PEG) das Tochterunternehmen Rail Cargo Berlin GmbH (RCB) gegründet. Nach Anfangserfolgen wurde dieses Unternehmen mit einem anderen Captrain-Tochterunternehmen, der Regiobahn Bitterfeld GmbH, am 1. Januar 2005 zur Regiobahn Bitterfeld Berlin GmbH (RBB) zusammengeschlossen.

## Streckennetz

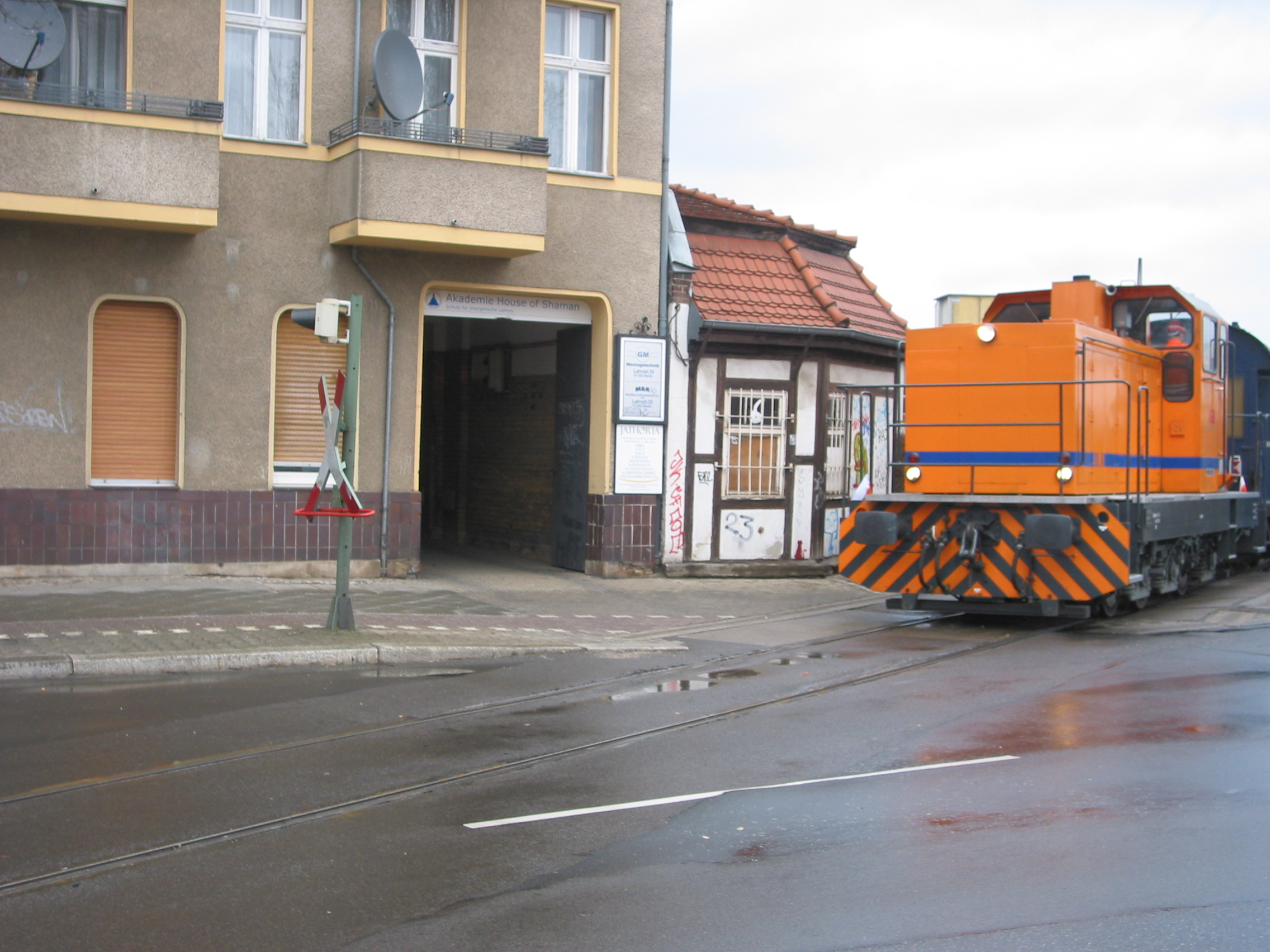
DL 06 (Typ Henschel DHG 700 C) am Bahnübergang Lahnstraße

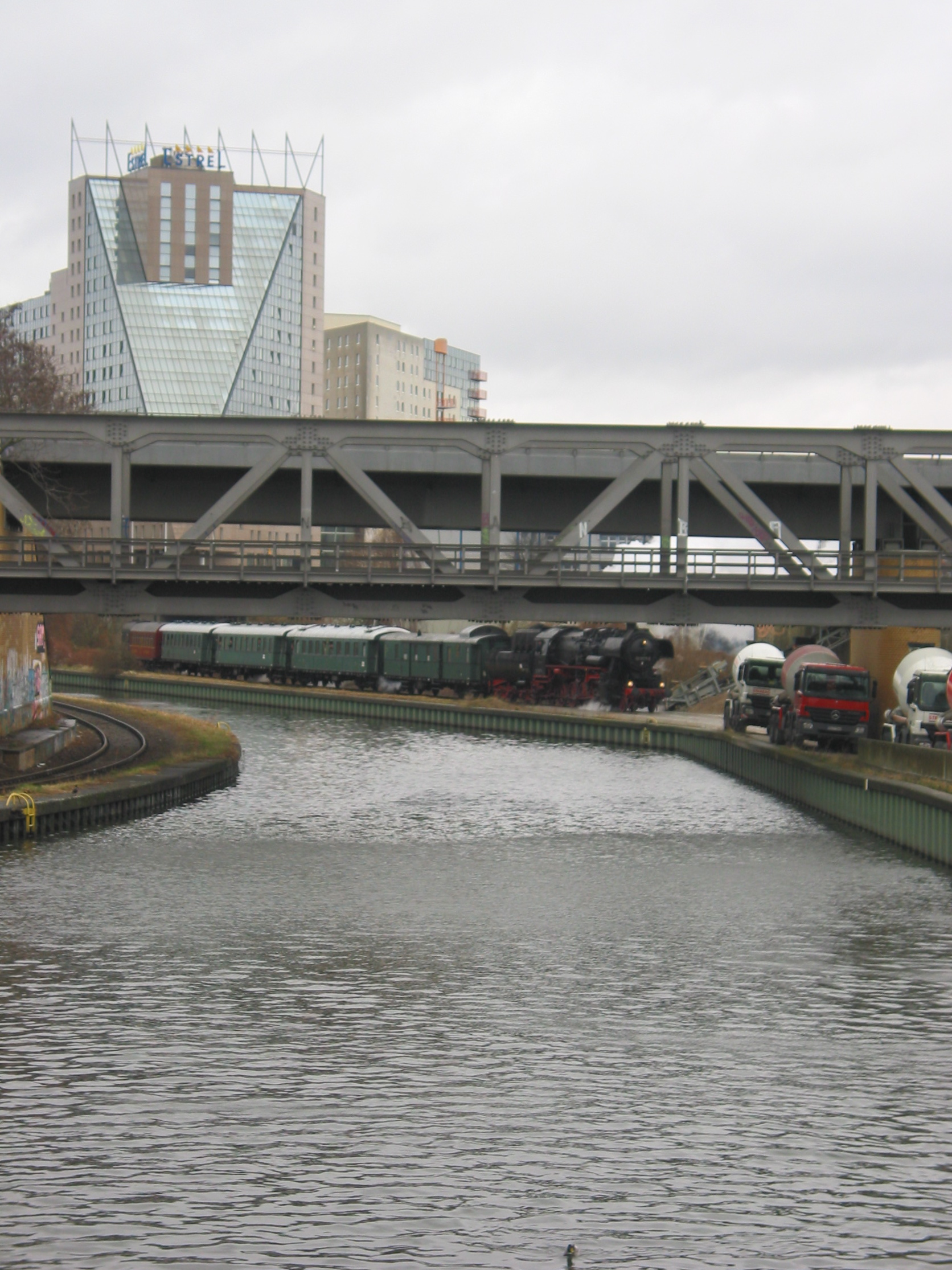
Sonderzug mit Dampflokomotive 52 8177 auf dem Anschlussgleis des Hotels Estrel, links des Neuköllner Schifffahrtskanals das Gleis zum Güterbahnhof Berlin-Treptow, oben die Bahnstrecke Berlin-Neukölln–Berlin-Baumschulenweg, 2008

Das gesamte Streckennetz der IGB hat eine Gleislänge von 21 Kilometer. Darauf werden jährlich etwa 1 Million Tonnen Güter befördert.
In Neukölln werden ausgehend vom gleichnamigen Güterbahnhof (Gbf)⊙ über den Gbf Treptow vor allem ein verbliebener Anschließer am Streckenende im Industriegebiet an der Nobelstraße⊙ auf einem rund 10 Kilometer langen Gleisnetz bedient. Die Bedienung ist kompliziert, da bis zu drei Richtungswechsel erforderlich sind. Das Kehrgleis in der Lahnstraße, von dem früher zahlreiche Anschlussgleise abzweigten, wurde Anfang 2000 auf die Mindestlänge zum Kehren einer Wagengruppe verkürzt. An dem zur Betriebsstelle in der Dieselstraße führenden Industriegleis wurden gelegentlich zwei Anschließer und das Estrel, das größte Hotel Deutschlands, bedient, für das ein eigener Bahnsteig für seltene Sonderfahrten vorgehalten wurde. Durch die geplante Vergrößerung des Hotels, die Aufgabe der Schienennutzung durch die Anschließer (einschließlich Betriebswerkstatt) östlich des Neuköllner Schifffahrtskanals sowie des Neubaus der BAB 100 wurde dieser Streckenabschnitt 2015 aufgegeben und außerdem das noch täglich genutzte Anschlussgleis zur Nobelstraße, im Bereich des im Bau befindlichen Autobahntunnels unter der Grenzallee, verlegt.
Der Güterbahnhof Berlin-Treptow⊙ wurde 2006 von den Klösters Baustoffwerken mit Sitz in Kerpen erworben und zum 1. Juli 2010 wieder in Betrieb genommen. Wegen des schlechten Zustandes der Gleisanlagen konnten nur die Gleise 10 und 11 gerettet und reaktiviert werden. Im September 2014 erfolgte ein Ausbau der beiden Gleise auf eine Nutzlänge von nun 576 m. Auch eine Weichenverbindung wurde neu eingebaut. Betreiber des Gbf. Treptow ist Vepas Bahnservice mit Sitz in Ludwigsfelde im Auftrag der Klösters Baustoffwerke. Seit 2011 verkehren regelmäßig Ganzzüge mit Baustoffen aus den Kieswerken Röderau⊙ und Mühlberg⊙ nach Berlin. Bis Ende Januar 2015 erbrachte die IGB die letzte Meile für diese Zugleistungen zwischen dem Bahnhof Neukölln und dem Gbf. Treptow.
Vom Gbf Ruhleben werden Anschließer im Südhafen Spandau, in Ruhleben und Siemensstadt bedient.

## Güterverkehr
Vom 1. Juli 1993 bis 2013 verkehrte auf dem Streckennetz Neukölln ein 510 Meter langer Kaffee-Logistikzug als Ganzzug mit 60 Containern, die etwa 1.200 Tonnen Rohkaffee enthielten, aus Bremen zweimal wöchentlich zu einer Rösterei der Firma Mondelēz International, heute Jacobs Douwe Egberts Peet’s in der Nobelstraße. Dabei wurde der Zug aufgrund des kurzen Kehrgleises in der Lahnstraße im Güterbahnhof Treptow geteilt und in drei bis vier Wagengruppen von der IGB zugestellt. Dieser Transport wurde vollständig von der Straße auf die Eisenbahn verlagert. Bis zum 15-jährigen Jubiläum Mitte 2008 verkehrten 1.500 Züge, die fast 100.000 LKW-Fahrten ersetzten. Um eine kontinuierliche Produktion in der Kaffeerösterei sicherzustellen, wurde die Bedienung 2013 auf werktäglich und im gesamten Zuglauf auf Wagengruppen umgestellt. Dabei werden von DB Cargo auf dem 400 Kilometer langen Weg von den Bremer Häfen nach Berlin werktäglich zwischen neun und achtzehn Wagen entsprechend dem Bedarf befördert.

## Fahrzeuge

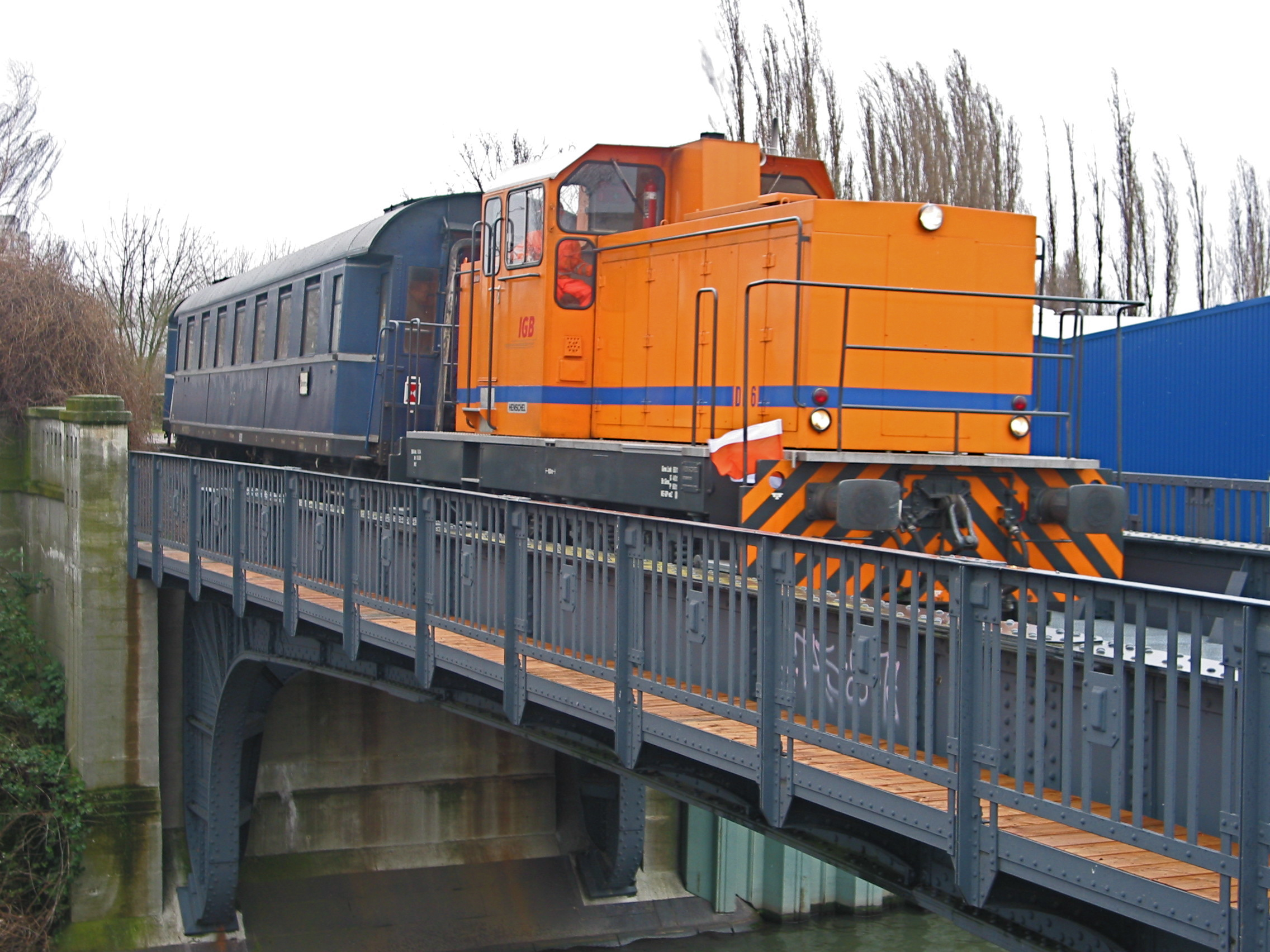
DL 06 überquert mit einem Sonderzug des Vereins Traditionszug Berlin e.V. den Neuköllner Schifffahrtskanal, 2008

Die IGB besitzt vier Triebfahrzeuge.